# 孙吉 (宋朝)
孙吉，宋朝有同名同姓的官员至少三人。
宋太祖乾德四年（966年）春，遣时任拾遗的孙吉取原后蜀都城成都原皇帝孟昶宫县至京师，由太常官属阅视，检查乐器，不协音律的都命毁弃。
宋仁宗庆历元年（1041年）八月，西夏皇帝嵬名元昊攻陷丰州，知州侍禁王馀庆、时任权兵马监押、三班差使、殿侍孙吉、指使三班借职侯秀战死。十一月，赠孙吉太子右卫率府率。
宋神宗熙宁七年（1074年）十一月，时任旧城里左厢巡检孙吉等因不能及时救三司火灾，各降一官。八年（1075年）四月，孙吉由捧日左厢都指挥使、潮州刺史复职为彭州团练使。